# Херешть (Джурджу)
Херешть, Херешті (рум. Herăști) — село у повіті Джурджу в Румунії. Входить до складу комуни Херешть.
Село розташоване на відстані 32 км на південний схід від Бухареста, 46 км на північний схід від Джурджу.

## Населення
За даними перепису населення 2002 року у селі проживали 2111 осіб.
Національний склад населення села:
| Національність | Кількість осіб | Відсоток |
| -------------- | -------------- | -------- |
| румуни         | 1844           | 87,4%    |
| цигани         | 267            | 12,6%    |

Рідною мовою назвали:
| Мова      | Кількість осіб | Відсоток |
| --------- | -------------- | -------- |
| румунська | 2103           | 99,6%    |
| циганська | 8              | 0,4%     |